# 礦山芒花季
礦山芒花季自2007年起年年舉辦，是新北市近年來大力推動的地方活動之一，位於新北市瑞芳區金瓜石地區，當地地形氣候適合芒花生長，當秋季芒花盛開時一片白芒，成為當地特色，吸引遠近遊客賞芒，因此結合金瓜石當地特色，舉辦礦山芒花季。

## 主題
- 2007 - 礦山金采節
- 2008 - 秋涼賞芒趣
- 2009 - 賞芒逍遙遊